# Asialepidotus
Asialepidotus is een geslacht van uitgestorven straalvinnige beenvissen die leefden tijdens het Midden-Trias.